# Dom Carlos I

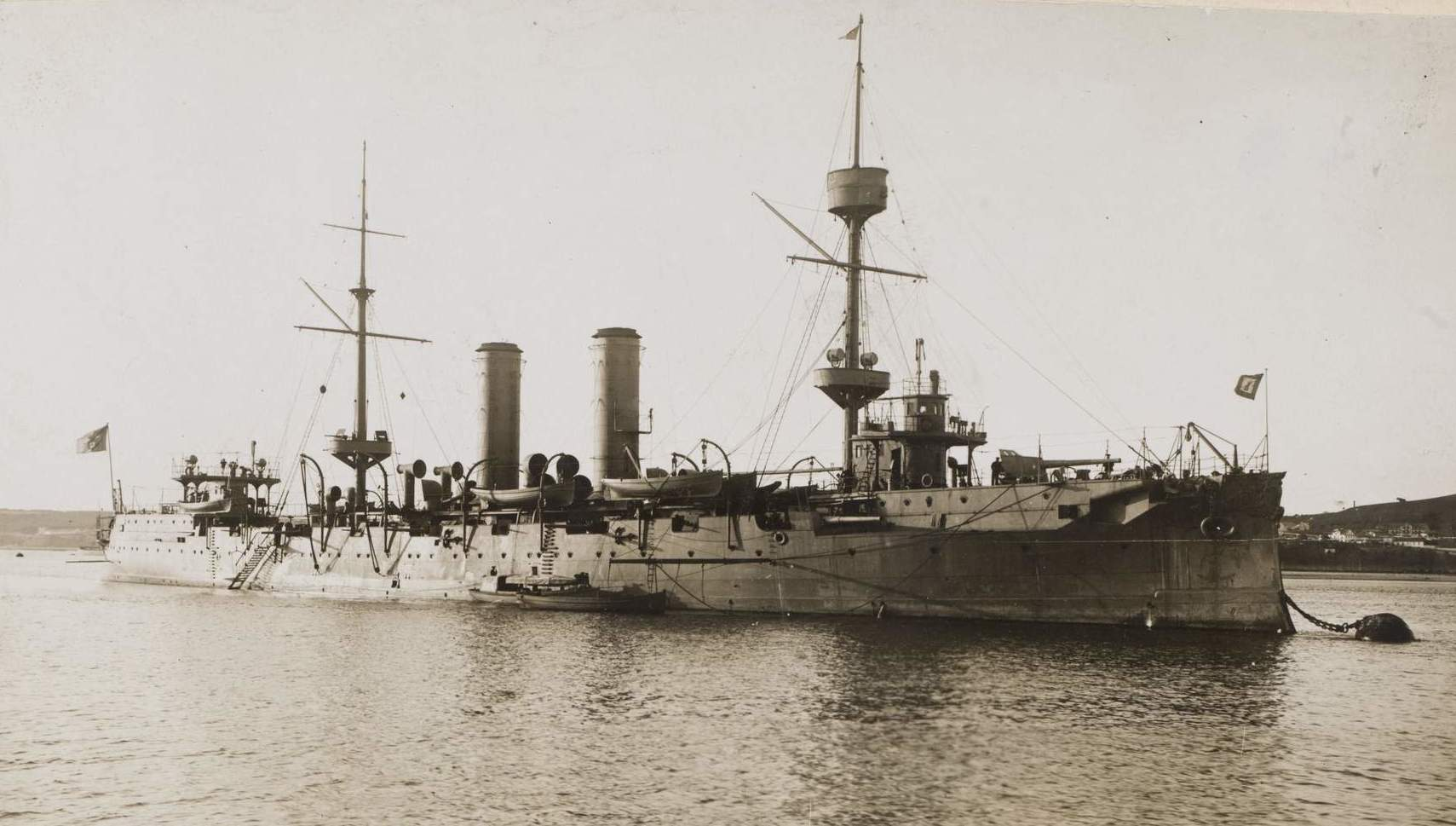
Португальський крейсер "Дом Карлуш"

Бронепалубний крейсер «Дон Карлос I» (порт. Dom Carlos I) — корабель португальського флоту. Належав до так званих «елсвікських» крейсерів, що будувалися на експорт британської компанією Sir W. G. Armstrong & Company. Був варіантом крейсера «Йосіно», побудованого «Армстронгом» для японського флоту. У 1910 році був перейменований в «Альміранте Рейс» (порт. Almirante Reis). Вважається найвідомішим крейсером в історії португальського флоту.

## Проектування
Програма будівництва португальських ВМС, схвалена 20 березня 1890 року, передбачала серед інших, будівництво 10 крейсерів. При цьому малі крейсера повинні були оперувати в колоніях, а великі базуватися в Лісабоні, захищаючи столицю, а також виконуючи доручення на заморських театрах. В якості зразка для великих крейсерів португальське військово-морське керівництво розглядало експортні крейсера «Армстронга», які приваблювали поєднанням високих характеристик і помірної ціни.

## Конструкція
Конструкція «Дона Карлуша I» в цілому повторювала «Йосіно», але з деякими особливостями. Так крейсер вперше в практиці «Армстронга» отримав водотрубні котли, причому на той момент це були найпотужніші водотрубні котли в світі серед встановлених на кораблі. Планувалося досягти швидкості 20 вузлів при потужності 8000 кінських сил і 22 вузлів при потужності 12 500 кінських сил Фактично на випробуваннях крейсер розвинув 20,64 вузли при потужності 8000 л. с. і 22,18 вузла при потужності 12 684 л. с. Нормальний запас вугілля був вдвічі більше, ніж у «Йосіно» — 700 тонн проти 350 тонн, максимальний досягав 1000 тонн.

## Служба
Як найбільш потужний і сучасний крейсер португальського флоту «Дон Карлос I» активно залучався для демонстрації прапору в інших державах. В січні 1900 року королівська пара обрала крейсер в якості своєї яхти для візиту на Мадейру. 9 квітня 1900 року «Дон Карлос I» вирушив у Бразилію, де представляв Португалію на урочистостях на честь 400-літньої річниці відкриття Південної Америки. У Ріо-де-Жанейро його відвідав президент Бразилії Кампус Салес. У серпні 1900 року корабель відвідав Ферроль, де на його борту побувала королівська сім'я Іспанії. У жовтні 1900 року «Дон Карлос I» доставив в Порту королівське подружжя Португалії для відкриття пам'ятника Енріке Мореплавцю.